# Ulotrichopus longipalpus
Ulotrichopus longipalpus is een vlinder uit de familie van de spinneruilen (Erebidae). De wetenschappelijke naam van de soort is voor het eerst geldig gepubliceerd in 1915 door Joicey & Talbot.
De eerste specimens van deze soort werden in 1914 verzameld bij de "Angi-meren" in het Arfakgebergte in Nederlands Nieuw Guinea (thans de Indonesische provincies Papoea en West-Papoea) op ongeveer 2.000 m (6.000 voet) hoogte.